# Курбатов, Алексей Александрович (финансист)
Алексе́й Алекса́ндрович Курба́тов (12 февраля 1663 — 29 июня 1721, Санкт-Петербург) — советник Петра I по вопросам финансов и администрирования, автор ряда нереализованных проектов.

## Биография
Крепостной Б. П. Шереметева, он был у него в доме дворецким и вместе с ним путешествовал за границей. В 1699 он подал царю в подмётном письме проект введения гербовой бумаги и был назначен «прибыльщиком», получив право докладывать царю о вновь открываемых им источниках государственного дохода. Назначен дьяком Оружейной палаты. С 9 февраля 1705 г. — инспектор Ратуши, став таким образом во главе управления финансами России. Одновременно возглавлял Канцелярию Каменных дел (21.2.1705 — 1709).
22 февраля 1711 года был назначен главой Архангелогородской губернии. 6 (17) марта 1711 года Петром I был подписан указ об именовании Курбатова вице-губернатором. Его столкновение в Архангельске с агентами Меншикова вызвало вражду Меншикова к Курбатову. Обвинённый в казнокрадстве и взятках, Курбатов в 12 января 1714 г. был отрешён от должности и попал под суд. Умер в 1721 г. ещё до решения суда, наложившего на него начёт в 16 000 рублей.

## Избранные труды
- Курбатов А. А. Пункты о Кабинет-коллегиуме // Павлов-Сильванский Н. П. Проекты реформ в записках современников Петра Великого : Опыт изучения рус. проектов и неизд. их тексты. — Перепеч. с изд. 1897 г. — М.: ГПИБ, 2000. — С. 233—244. — ISBN 5-85209-097-2.